# Haemabasis calodesma
Haemabasis calodesma är en fjärilsart som beskrevs av Rothschild 1905. Haemabasis calodesma ingår i släktet Haemabasis och familjen nattflyn. Inga underarter finns listade i Catalogue of Life.